# Riccardo Giovannini
Riccardo Giovannini (ur. 14 marca 2003 w Rzymie) – włoski skoczek do wody, wicemistrz Europy i igrzysk europejskich, olimpijczyk z Paryża 2024.

## Wyniki
| Impreza              | Rok  | Gospodarz | wieża 10 m ind. | wieża 10 m syn.        | wieża 10 m syn. | zawody drużynowe |
| Impreza              | Rok  | Gospodarz | wieża 10 m ind. | Partner                | Poz.            | zawody drużynowe |
| -------------------- | ---- | --------- | --------------- | ---------------------- | --------------- | ---------------- |
| Igrzyska olimpijskie | 2024 | Paryż     | 13              | —                      | —               | —                |
| Mistrzostwa świata   | 2019 | Gwangju   | 34              | —                      | —               | 13               |
| Mistrzostwa świata   | 2023 | Fukuoka   | 31              | Eduard Timbretti Gugiu | 8               | —                |
| Mistrzostwa świata   | 2024 | Doha      | 16              | —                      | —               | —                |
| Igrzyska europejskie | 2023 | Rzeszów   | 03 !            | Eduard Timbretti Gugiu | 02 !            | —                |